# Football aux Jeux olympiques d'été de 1936
Navigation
Amsterdam 1928 Londres 1948
Cette page présente le palmarès du tournoi de football aux Jeux olympiques d'été de 1936.
Comme la compétition est réservée aux joueurs amateurs, certaines fédérations considèrent que les sélections les représentant ne sont pas des sélections A : c'est le cas de la Hongrie, de la Pologne (à l'exception de son match pour la médaille de bronze) et de l'Autriche, médaillée d'argent à l'issue de la compétition.

## Palmarès
| Épreuves          | Or     | Argent   | Bronze  |
| ----------------- | ------ | -------- | ------- |
| Football masculin | Italie | Autriche | Norvège |

## Stades
| Olympiastadion                                                      | Stadion am Gesundbrunnen |
| Capacité : 100 000                                                  | Capacité : 35 239        |
|                                                                     |                          |
| Berlin                                                              | Berlin                   |
| Poststadion                                                         | Mommsenstadion           |
| Capacité : 45 000                                                   | Capacité : 15 005        |
|                                                                     |                          |
| Olympia-stadion Stadion am Gesundbrunnen Poststadion Mommsenstadion |                          |

## Huitièmes de finale
| 3 août, 1936 12:00 | Italie     | 1 – 0 | États-Unis | Berlin                                           |                                                  |
|                    | Frossi 58e |       |            | Spectateurs : 9 000 Arbitrage : Carl Weingartner | Spectateurs : 9 000 Arbitrage : Carl Weingartner |
|                    | Rapport    |       |            | Spectateurs : 9 000 Arbitrage : Carl Weingartner | Spectateurs : 9 000 Arbitrage : Carl Weingartner |

| 3 août, 1936 13:00 | Norvège                                       | 4 – 0 | Turquie | Berlin                                          |                                                 |
|                    | Martinsen 30e 70e · Brustad 53e · Kvammen 80e |       |         | Spectateurs : 8 000 Arbitrage : Giuseppe Scarpi | Spectateurs : 8 000 Arbitrage : Giuseppe Scarpi |
|                    | Rapport                                       |       |         | Spectateurs : 8 000 Arbitrage : Giuseppe Scarpi | Spectateurs : 8 000 Arbitrage : Giuseppe Scarpi |

| 4 août, 1936 12:00 | Japon                               | 3 – 2 | Suède           | Berlin                                         |                                                |
|                    | Kamo 49e · Ukon 62e · Matsunaga 85e |       | Persson 24e 37e | Spectateurs : 5 000 Arbitrage : Wilhelm Peters | Spectateurs : 5 000 Arbitrage : Wilhelm Peters |
|                    | Rapport                             |       |                 | Spectateurs : 5 000 Arbitrage : Wilhelm Peters | Spectateurs : 5 000 Arbitrage : Wilhelm Peters |

| 5 août, 1936 12:00 | Pologne                  | 3 – 0 | Hongrie | Berlin                                            |                                                   |
|                    | Gad 12e 27e · Wodarz 88e |       |         | Spectateurs : 5 000 Arbitrage : Raffaele Scorzoni | Spectateurs : 5 000 Arbitrage : Raffaele Scorzoni |
|                    | Rapport                  |       |         | Spectateurs : 5 000 Arbitrage : Raffaele Scorzoni | Spectateurs : 5 000 Arbitrage : Raffaele Scorzoni |

| 5 août, 1936 13:00 | Autriche                     | 3 – 1 | Égypte   | Berlin                                              |                                                     |
|                    | Steinmetz 4e 65e · Laudon 7e |       | Sakr 85e | Spectateurs : 6 000 Arbitrage : Arthur James Jewell | Spectateurs : 6 000 Arbitrage : Arthur James Jewell |
|                    | Rapport                      |       |          | Spectateurs : 6 000 Arbitrage : Arthur James Jewell | Spectateurs : 6 000 Arbitrage : Arthur James Jewell |

| 6 août, 1936 12:00 | Allemagne                                                                   | 9 – 0 | Luxembourg | Berlin                                           |                                                  |
|                    | Urban 16e 54e 75e · Simetsreiter 32e 48e 74e · Gauchel 49e 89e · Elbern 76e |       |            | Spectateurs : 12 000 Arbitrage : Pál von Hertzka | Spectateurs : 12 000 Arbitrage : Pál von Hertzka |
|                    | Rapport                                                                     |       |            | Spectateurs : 12 000 Arbitrage : Pál von Hertzka | Spectateurs : 12 000 Arbitrage : Pál von Hertzka |

| 6 août, 1936 13:00 | Pérou                                              | 7 – 3 | Finlande                                      | Berlin                                             |                                                    |
|                    | Fernández 17e 33e 47e 49e 70e · Villanueva 21e 67e |       | Kanerva 42e (pen.) · Grönlund 75e · Larvo 80e | Spectateurs : 2 500 Arbitrage : Rinaldo Barlassina | Spectateurs : 2 500 Arbitrage : Rinaldo Barlassina |
|                    | Rapport                                            |       |                                               | Spectateurs : 2 500 Arbitrage : Rinaldo Barlassina | Spectateurs : 2 500 Arbitrage : Rinaldo Barlassina |

| 6 août, 1936 14:00 | Grande-Bretagne       | 2 – 0 | Chine | Berlin                                      |                                             |
|                    | Doods 55e · Finch 65e |       |       | Spectateurs : 8 000 Arbitrage : Helmut Fink | Spectateurs : 8 000 Arbitrage : Helmut Fink |
|                    | Rapport               |       |       | Spectateurs : 8 000 Arbitrage : Helmut Fink | Spectateurs : 8 000 Arbitrage : Helmut Fink |

## Quarts de finale
| 7 août, 1936 12:00 | Italie                                                    | 8 – 0 | Japon | Berlin                                       |                                              |
|                    | Frossi 14e 75e 80e · Biagi 32e 57e 81e 82e · Cappelli 89e |       |       | Spectateurs : 8 000 Arbitrage : Otto Ohlsson | Spectateurs : 8 000 Arbitrage : Otto Ohlsson |
|                    | Rapport                                                   |       |       | Spectateurs : 8 000 Arbitrage : Otto Ohlsson | Spectateurs : 8 000 Arbitrage : Otto Ohlsson |

| 7 août, 1936 13:00 | Allemagne | 0 – 2 | Norvège        | Berlin                                                    |                                                           |
|                    |           |       | Isaksen 7e 83e | Spectateurs : 55,000 Arbitrage : Arthur Willoughby Barton | Spectateurs : 55,000 Arbitrage : Arthur Willoughby Barton |
|                    | Rapport   |       |                | Spectateurs : 55,000 Arbitrage : Arthur Willoughby Barton | Spectateurs : 55,000 Arbitrage : Arthur Willoughby Barton |

| 8 août, 1936 12:00 | Pologne                                 | 5 – 4 | Grande-Bretagne                         | Berlin                                       |                                              |
|                    | Gad 33e · Wodarz 43e 48e 53e · Piec 56e |       | Clemens 26e · Shearer 71e · Joy 78e 80e | Spectateurs : 6 000 Arbitrage : Rudolf Eklöw | Spectateurs : 6 000 Arbitrage : Rudolf Eklöw |
|                    | Rapport                                 |       |                                         | Spectateurs : 6 000 Arbitrage : Rudolf Eklöw | Spectateurs : 6 000 Arbitrage : Rudolf Eklöw |

Dans le quatrième quart de finale, le Pérou bat l'Autriche 4-2 (2-2) après prolongation au cours d'un match dont l'issue est controversée. La délégation olympique autrichienne porte en effet réclamation en raison de l'envahissement du terrain par des supporters péruviens après le coup de sifflet final. Le comité olympique décide alors d'annuler le résultat et de faire rejouer le match. Les Péruviens se sentant lésés protestent et refusent finalement de rejouer le match. Le forfait du Pérou est constaté, entrainant la qualification de l'Autriche pour les demi-finales.
| 8 août, 1936 13:00 | Pérou                                              | 4 – 2 a.p. ( annulé ) à rejouer : forfait - Q. | Autriche                   | Berlin                                              |                                                     |
|                    | Alcalde 75e · Villanueva 81e 117e · Fernández 119e |                                                | Wergin 23e · Steinmetz 37e | Spectateurs : 5 000 Arbitrage : Thoralf Kristiansen | Spectateurs : 5 000 Arbitrage : Thoralf Kristiansen |
|                    | Rapport                                            |                                                |                            | Spectateurs : 5 000 Arbitrage : Thoralf Kristiansen | Spectateurs : 5 000 Arbitrage : Thoralf Kristiansen |

## Demi-finales
| 10 août, 1936 12:00 | Italie                 | 2 – 1 a.p. | Norvège     | Berlin                                           |                                                  |
|                     | Negro 15e · Frossi 96e |            | Brustad 58e | Spectateurs : 95 000 Arbitrage : Pál von Hertzka | Spectateurs : 95 000 Arbitrage : Pál von Hertzka |
|                     | Rapport                |            |             | Spectateurs : 95 000 Arbitrage : Pál von Hertzka | Spectateurs : 95 000 Arbitrage : Pál von Hertzka |

| 11 août, 1936 12:00 | Autriche                                | 3 – 1 | Pologne | Berlin                                                    |                                                           |
|                     | Kainberger 14e · Laudon 55e · Mandl 88e |       | Gad 73e | Spectateurs : 82 000 Arbitrage : Arthur Willoughby Barton | Spectateurs : 82 000 Arbitrage : Arthur Willoughby Barton |
|                     | Rapport                                 |       |         | Spectateurs : 82 000 Arbitrage : Arthur Willoughby Barton | Spectateurs : 82 000 Arbitrage : Arthur Willoughby Barton |

## Match pour la médaille de bronze
| 13 août, 1936 12:00 | Norvège             | 3 – 2 | Pologne                        | Berlin                                         |                                                |
|                     | Brustad 15e 21e 84e |       | Wodarz 5e · Peterek 24e (pen.) | Spectateurs : 95 000 Arbitrage : Alfred Birlem | Spectateurs : 95 000 Arbitrage : Alfred Birlem |
|                     | Rapport             |       |                                | Spectateurs : 95 000 Arbitrage : Alfred Birlem | Spectateurs : 95 000 Arbitrage : Alfred Birlem |

## Finale

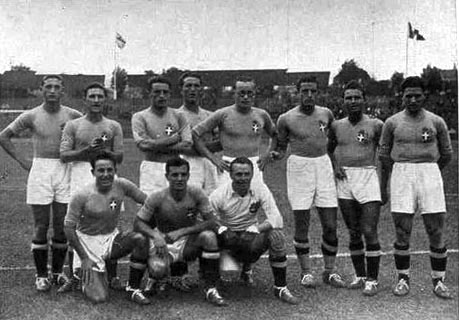
L'équipe d'Italie, championne olympique. Alfredo Foni, Pietro Rava, Ugo Locatelli et Sergio Bertoni deviendront Champions du monde avec La Squadra Azzurra en 1938.

Action du goal Juan Valdivieso, lors du match Pérou-Autriche.

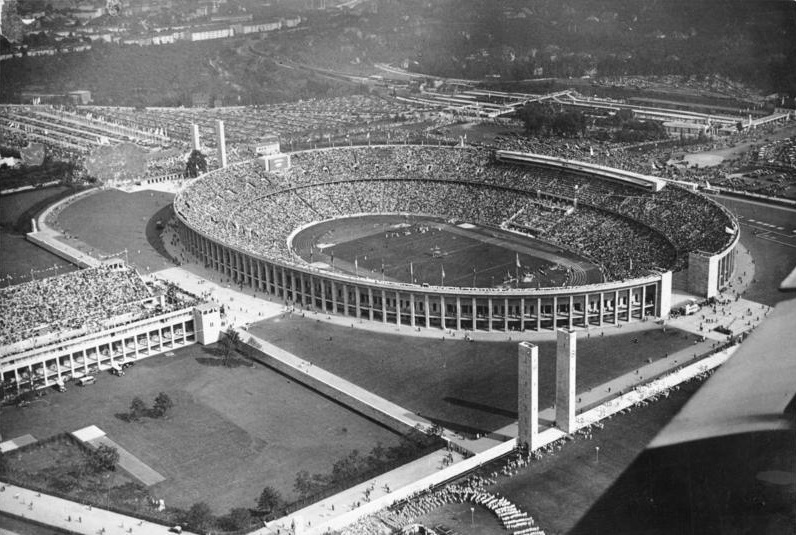
L'Olympiastadion, lors de la finale à Berlin.

| 15 août, 1936 12:00 | Italie         | 2 – 1 a.p. | Autriche       | Berlin                                        |                                               |
|                     | Frossi 70e 92e |            | Kainberger 79e | Spectateurs : 85 000 Arbitrage : Peco Bauwens | Spectateurs : 85 000 Arbitrage : Peco Bauwens |
|                     | Rapport        |            |                | Spectateurs : 85 000 Arbitrage : Peco Bauwens | Spectateurs : 85 000 Arbitrage : Peco Bauwens |

## Médaillés
| Médaille | Pays     | Joueurs |
| -------- | -------- | --- |
| Or       | Italie   | Bruno Venturini, Alfredo Foni, Pietro Rava, Giuseppe Baldo, Achille Piccini, Ugo Locatelli, Annibale Frossi, Libero Marchini, Sergio Bertoni, Carlo Biagi, Francesco Gabriotti, Giulio Cappelli, Alfonso Negro, Luigi Scarabello entraîneur : Vittorio Pozzo |
| Argent   | Autriche | Eduard Kainberger, Ernst Künz, Martin Kargl, Anton Krenn, Karl Wahlmüller, Max Hofmeister, Walter Werginz, Adolf Laudon, Klement Steinmetz, Karl Kainberger, Franz Fuchsberger, Franz Mandl, Josef Kitzmüller                                                |
| Bronze   | Norvège  | Henry Johansen, Øivind Holmsen, Nils Eriksen, Frithjof Ulleberg, Jørgen Juve, Rolf Holmberg, Magdalon Monsen, Reidar Kvammen, Alf Martinsen, Odd Frantzen, Arne Brustad, Sverre Hansen, Fredrik Horn, Magnar Isaksen                                         |